# روزهای سپید

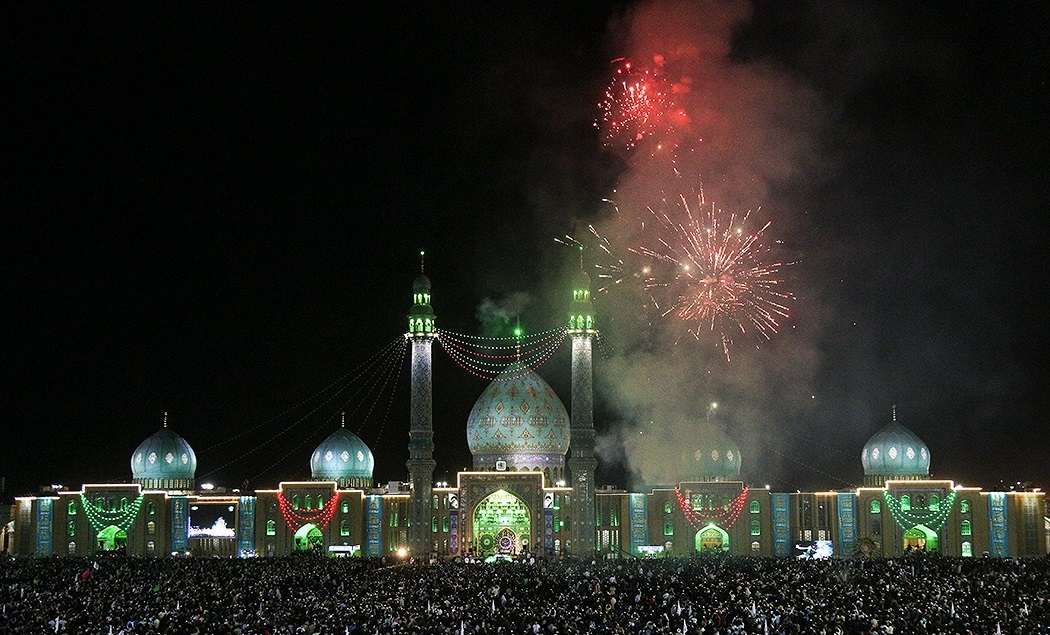
«ایّام البیض» یا «روزهای سپید» ماه‌های خاص مثل رجب، شعبان و رمضان برای مسلمانان به خصوص شیعیان از اهمیت ویژه‌ای برخوردارند و در این روزها مراسمات ویژه‌ای برگزار می‌شود.

روزهای سپید یا ایام‌البیض، به روزهای سیزدهم و چهاردهم و پانزدهم هر ماه قمری گویند. به باور مسلمانان ایام‌البیض ماه‌های رجب، شعبان و رمضان، دارای فضیلت بسیار هستند. «ایام‌البیض» یعنی روزهایی که شب‌هایش سفید است. منظور، سیزدهم، چهاردهم و پانزدهم ماه قمری است که «شب‌های مهتاب» دارند.

## پیرامون واژه
در ایام‌البیض، «ایام» جمع یوم به معنای روز و «بیض» جمع ابیض به معنای سفید و درخشان است. «روزهای سپید» برابر پارسی آن است.

### وجه تسمیه
در پیرامون وجه تسمیه این واژه دو دیدگاه وجود دارد:
1. یکی این‌که با توجه به این‌که در این سه روز به دلیل کامل بودن ماه، شب‌ها روشن و سفید است، روزهای این سه شب را ایام‌البیض به معنای روزهای سفید نامیده‌اند.
2. دیگر اینکه در حدیثی از پیامبر اسلام آمده است هنگامی که آدم خطایی که «ترک اولی»[۶] بود را انجام داد بدنش سیاه شد. پس از آن بر قلبش الهام شد که روزهای ۱۳ و ۱۴ و ۱۵ را روزه بگیرد. هر روز از این روزها را که روزه گرفت، بخشی از بدنش سفید شد، وقتی سه روز تمام شد، تمام بدنش سفید شده بود. به همین دلیل این روزها را روزهای سفید گفته‌اند.[۷]

## اعمال توصیه شده برای این روزها
به باور مسلمان، از مهم‌ترین اعمال در این سه روز «اعتکاف» و «روزه‌داری» هستند.

### اعتکاف
اعتکاف در لغت به معنای «به تعویق انداختن و ادامه دادن»، «انزوا و گوشه‌گیری» و در اصطلاح، «قطع ارتباط با مردم و نزدیک شدن به حقیقت» است. اعتکاف نوعی عبادت داوطلبانه در بین مسلمانان است. این عبادت شامل ماندن در مسجد برای مدت معینی (حداقل سه روز) همراه با روزه گرفتن است. ارکان این عبادت اقامت در مسجد و روزه گرفتن است و هیچ عبادت یا اقدام خاص دیگری برای آن ذکر نشده است. با این حال، علاقه‌مندان بیشتر وقت خود را صرف انجام عبادت می‌کنند. نحوه اقامت یا خروج از مسجد دارای احکام و شرایطی است که در کتب فقهی اسلامی آمده است.
انجام اعتکاف منوط به زمان خاصی نیست، اما در احادیث بهترین زمان برای اعتکاف، ماه رمضان، به ویژه دهه سوم آن ذکر شده است. در ایران، از اولین سال‌های دهه هشتاد، گرایش به اعتکاف در ماه رجب رایج شد و امروزه در در «ایّام‌البیض» یا «روزهای سپید» این ماه (روزهای ۱۳، ۱۴ و ۱۵)، مراسم اعتکاف در اکثر شهرها و مساجد برگزار می‌شود.

#### اعتکاف در قرآن

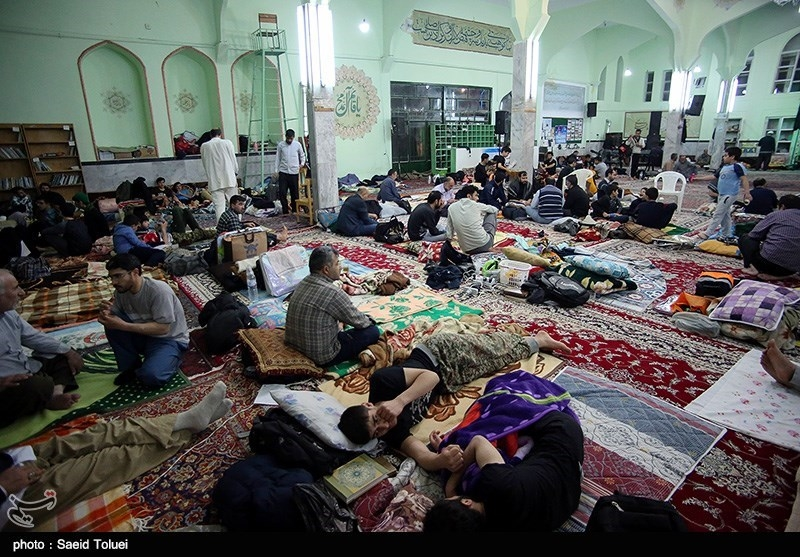
مراسم رسمی اعتکاف همه ساله در ایران در «ایّام البیض» یا «روزهای سپید» ماه رجب برگزار شده و علاقه‌مندان به این مراسم، سه روز در مسجد می‌مانند و روزه می‌گیرند.

در خصوص واژه اعتکاف، در قرآن مجید ماده عکف ۹ مرتبه تکرار شده که دو مورد آن مربوط به موضوع اعتکاف است و در آیه‌های ۱۲۵ و ۱۸۷ سوره مبارکه بقره آمده است.
در کتاب اعتکاف خلوت انس همچنین آمده است: «واژه اعتکاف از ماده عکف یعنی رویکرد به چیزی با توجه و مواظبت بی‌آنکه روی از آن برگردانده شود.»

#### پیام‌های اعتکاف
پیامبر اسلام، در بیان فضیلت اعتکاف، در سخنی گفته است: «معتکف، همه گناهان را در بند می‌کشد.» یعنی آن که خویشتن را برای مدتی در مکانی محبوس کرده تا به توفیق انس با خداوند و رسیدن به لذت مناجات نایل آید.
اعتکاف از نظر زمان، محدود به وقت خاصی نیست، ولی چون لازمه اعتکاف روزه گرفتن است، در دو روز عید فطر و قربان که روزه حرام است، نمی‌توان معتکف شد. البته بهترین زمان برای اعتکاف دهه آخر ماه مبارک رمضان و روزهای سیزدهم تا پانزدهم ماه رجب است که در کشور ما، اعتکاف در سه روز ماه رجب رواج دارد و این سه روز، از چند جهت دارای اهمیت است؛ اول اینکه ماه رجب، ماه حرام است و مطابق روایات، اعتکاف در ماه‌های حرام از فضیلت بیشتری برخوردار است و دوم اینکه روزه در ماه رجب فضیلت خاصی دارد (البته تعدادی از علمای شیعه همچون سید علی سیستانی، فضیلت خاصی را برای اعتکاف در ماه رجب قائل نیستند).
علامه مجلسی درباره کمال اعتکاف می‌نویسد: «کمال اعتکاف در آن است که اندیشه و دل و اعضا بر مجرد عمل صالح وقف گردد و بر در خانه خدای جلیل و در برابر اراده مقدس او به حبس درآید و به زنجیر مراقبت او به بند کشیده شود و از آن چه روزه‌دار از انجام آن خودداری می‌کند، به طور تمام و کمال بازداشته شود ...»
در کتاب مفاتیح‌الجنان برای روزه در این سه روز (حتی اگه بدون اعتکاف باشد) ثواب بسیار ذکر شده و عبادات مستحبی‌ای مثل «اعمال اُم داود» نیز برای انجام در این روزها آورده شده است (صفحات ۲۳۱ الی ۲۴۰).

#### اعتکاف و حکمت آن
در بیان حکمت اعتکاف می‌توان به مطلب ذیل برگرفته از کتاب «حکمت عبادات» بسنده کرد:
«عبادت ذات اقدس اله، شئونی دارد. گاهی به صورت فکر و ذکر و شکر است، گاهی به صورت حرکت و زمانی به صورت سکون. تا معبود (عزوجل) چه دستور دهد. پس معبود گاه دستور حرکت و هروله می‌دهد، نظیر سعی بین صفا و مروه، گاهی دستور گردش به دور خانه خود را لازم می‌داند، نظیر طواف در حج و عمره، گاهی هم وقوف و عکوف و اقبال همراه با تعظیم و بزرگداشت را در خانه خود، واجب یا مستحب می شمارد، نظیر اعتکاف. از اینکه اعتکاف در کنار طواف و عدل رکوع و سجود قرار گرفته، معلوم می‌شود که از بارزترین مصادیق بندگی در پیشگاه ذات اقدس اله است.»— عبدالله جوادی آملی، حکمت عبادات

#### توصیه‌ای از  علی بن ابی‌طالب به معتکفین
در کتاب «مستدرک الوسائل»، در گفتاری از علی بن ابی‌طالب درباره مراقبات اعتکاف آمده است:
«معتکف باید در طول اعتکاف مسجد را ترک نکند، پیوسته به ذکر خدا و تلاوت قرآن و نماز مشغول باشد، درباره مسائل دنیوی سخن نگوید، شعر نسراید، فحش و سخنان زشت بر زبانش جاری نکند، جدال و خودنمایی نکند و هر اندازه بتواند از سخن گفتن لب فروبندد، بهتر است.»— میرزا حسین نوری، مستدرک الوسائل و مستنبط المسائل، جلد ۷، صفحه ۵۶۷

### روزه‌داری
جدا از اعتکاف و سه روز روزه گرفتن و در مسجد ماندن، روزه گرفتن عادی هم در در «ایّام البیض» یا «روزهای سپید»  مستحب است. گفته می‌شود ثواب روزه گرفتن این سه روز به اندازه ثواب روزه گرفتن تمام روزهای آن ماه است. پس ثواب این سه روز روزه‌داری معادل ثواب روزه‌داری کل ماه است، که ده برابر بیشتر است و سختی کمتری هم دارد. از پیامبر و امامان معصوم هم روایتهای بسیاری در این مورد نقل شده است.